# بزلو (کلبجر)
بزلو (به لاتین: Bozlu) یک تقسیمات کشوری در جمهوری آذربایجان است که در شهرستان کلبجر واقع شده‌است.